# Franklin (Kentucky)
Franklin é uma cidade localizada no estado estadunidense de Kentucky, no Condado de Simpson.

## Demografia
Segundo o censo americano de 2020, a sua população era de 10 176 habitantes.

## Geografia
De acordo com o United States Census Bureau tem uma área de
19,3 km², dos quais 19,3 km² cobertos por terra e 0,0 km² cobertos por água. Franklin localiza-se a aproximadamente 189 m acima do nível do mar.

## Localidades na vizinhança
O diagrama seguinte representa as localidades num raio de 20 km ao redor de Franklin.